# Benelli Velvet
Il Benelli Velvet è uno scooter prodotto dalla casa motociclistica italiana Benelli dal 1999 al 2013.

## Storia
Progettato sotto la nuova proprietà Merloni il Velvet era il modello più grande della neonata famiglia di scooter del marchio di Pesaro.
Venne presentato nell’ottobre del 1998 al salone di Monaco ed entrò in produzione nel 1999.
Caratteristiche del Velvet sono il telaio a traliccio con la sospensione anteriore a forcellone Ceriani con steli da 33 mm e doppi ammortizzatori Paioli al posteriori con gomme larghe e doppio freno a disco. I motori sono tutti quattro tempi Yamaha prodotti da Minarelli, raffreddati a liquido, disponibili nelle cilindrate di 125 e 250 cm³.
Il 125 eroga 12 CV a 9000 giri/min e 12 Nm a 7500 giri/min, il 250 eroga 20 CV a 6500 giri/min e 23 Nm di coppia massima a 5750 giri/min.
Entrambi sono omologati Euro 1 e dotati di catalizzatore.
Possiede inoltre il fanale anteriore con regolazione dell’altezza del fascio luminoso tramite pulsante e il serbatoio posizionato sulla pedana.
L’impianto frenante è composto da due dischi da 220 mm, la ruota anteriore è sa 13” mentre la posteriore da 12”.
La gamma 2000 venne arricchita dal motore 150 cm³ Yamaha raffreddato a liquido che affianca i 125 e 250. Il nuovo 150 eroga 12,9 CV e 12,3 Nm di coppia massima ed è omologato Euro 1.
Nel 2001, ad EICMA, viene presentato il Velvet Touring, un restyling che introduce una estetica più sportiva eliminando le cromature sostituite da dettagli fumè, nuova strumentazione a tre quadranti, nuova della biposto con maggiore imbottitura. Debuttano anche nuovi ammortizzatori per migliorare la guida e nuova forcella da 35 mm.
Dal 2002 venne commercializzato anche a marchio Renault in molti paesi europei tramite un accordo di badge engineering tra i due costruttori.
Il modello a marchio francese era denominato Renault Kouranos ed era disponibile con motori 125 e 250.
Ad EICMA 2002 venne presentato anche il Velvet 400 Dusk, con motore Yamaha da 383 cm³ da 31,3 cavalli omologato Euro 2. Il 400 entra in produzione nel 2003.
Anche gli altri motori vennero riomologati Euro 2.
Nel fine 2003 la produzione viene temporaneamente sospesa a causa delle difficoltà finanziarie della casa madre e viene riavviata solo nel fine 2005 con la nuova gamma 2006 e l'ingresso del gruppo Qianjiang Group nel capitale Benelli. Successivamente alla produzione nello stabilimento di Pesaro viene affiancata quella nello stabilimento di Wenling destinata ai mercati asiatici ed americani. La gamma motori era composta dai Yamaha 125, 150 e 250 riomologati Euro 3 mentre il 400 non venne riproposto.
Dal 2008 la produzione a Pesaro termina e il Velvet venne importato dalla Cina nella sola motorizzazione 125; per l’occasione fu oggetto di un aggiornamento con l’introduzione di nuove verniciature bicolore (giallo-nero). Negli Stati Uniti venne importato dalla Andretti e venduto come Benelli Andretti 150 XT con il solo motore 150.
Dal 2011 ritorna in listino anche in Europa il motore 150 Yamaha che affianca il 125.
La produzione volge al termine definitivamente nell’estate 2013.